# Tatsurō
Tatsurō (逹瑯), de son vrai nom Tatsurō Iwagami[réf. souhaitée], est le chanteur du groupe Mucc. Il est né le 21 août 1979 à Mito dans la préfecture d'Ibaraki.[réf. nécessaire] En 2012, il participe au groupe temporaire Halloween Junky Orchestra de Hyde.